# Gálea aponeurótica
A gálea aponeurótica ou aponeurose epicraniana é uma aponeurose (uma camada dura de tecido fibroso denso) que cobre a parte superior do crânio em humanos e em vários outros animais. Em humanos, ela é fixada no intervalo entre sua união com o músculo occipitofrontal, à protuberância occipital externa e linhas nucais mais altas do osso occipital; na frente, forma um prolongamento curto e estreito entre sua união com o músculo frontal.
Em ambos os lados, a aponeurose epicraniana dá origem aos músculos auriculares anterior e superior; nessa situação, ela perde seu caráter aponeurótico e continua ao longo da fáscia temporal até o arco zigomático como uma camada de tecido areolar laminado.
Está intimamente ligada a pele pela camada fibro-gordurosa firme e densa que forma a fáscia superficial do couro cabeludo: está ligada ao pericrânio por tecido celular solto, o que permite que a aponeurose, levando consigo a pele, se mova através de uma distância considerável.

## Imagens adicionais

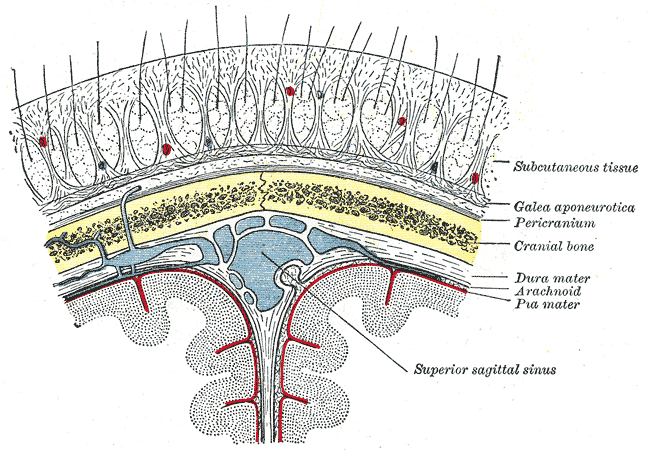
Diagrama do couro cabeludo.
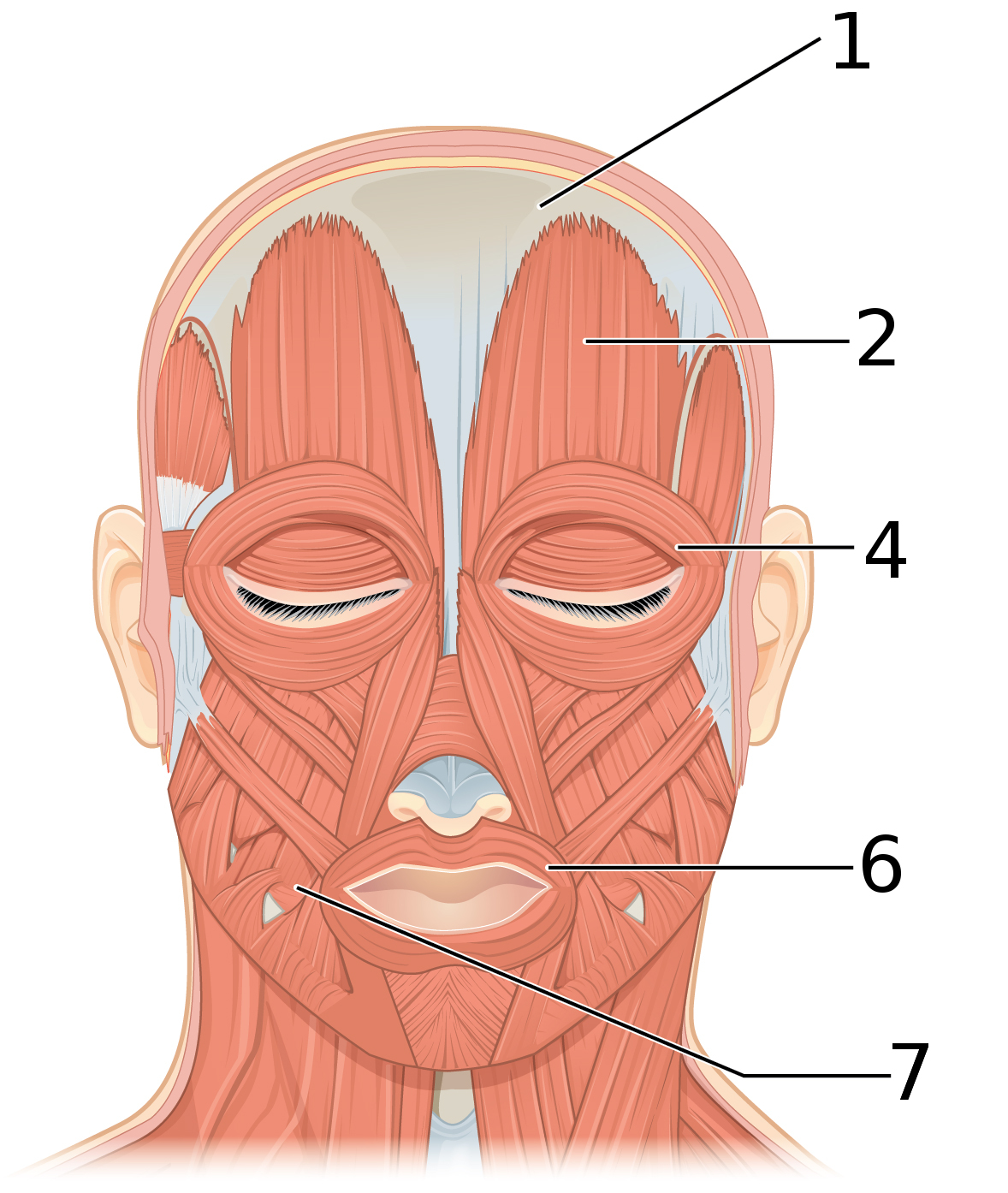
Aponeurose epicraniana em vista frontal, rotulada como 1